# Rue Montcalm
La rue Montcalm est une voie du 18e arrondissement de Paris, en France.

## Situation et accès
La rue Montcalm est une voie publique située dans le 18e arrondissement de Paris. Orientée globalement nord-est/sud-ouest, elle débute au sud-ouest au niveau des 78, rue Damrémont et 202, rue Marcadet et se termine 490 m au nord-est au 65-71, rue du Ruisseau.
Outre ces voies, la rue Montcalm est rejointe ou traversée par plusieurs rues ; du sud au nord :
- nos 16-20 : passage des Cloÿs ;

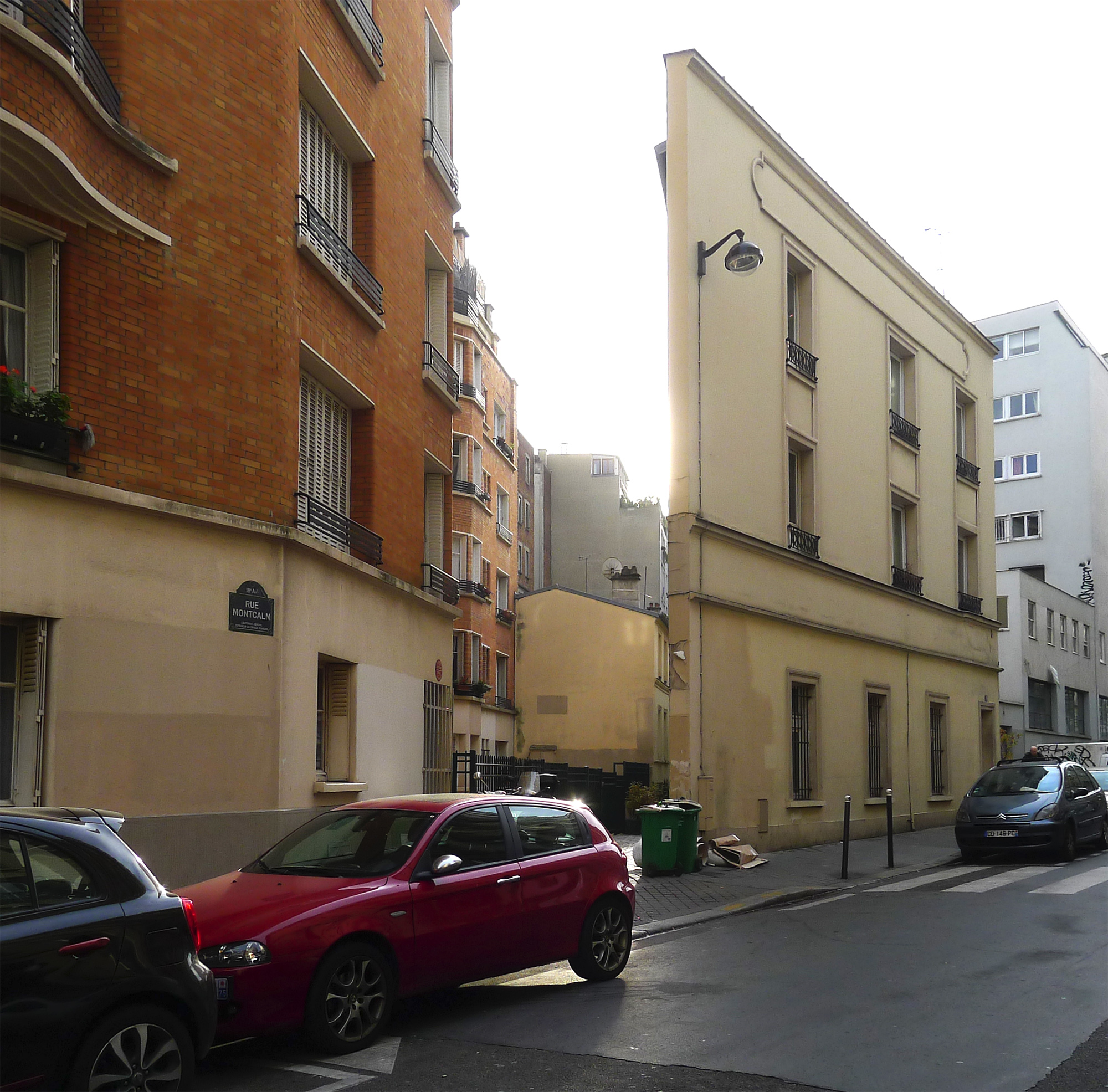
L'entrée du passage.

- nos 17-19 : villa Montcalm ;

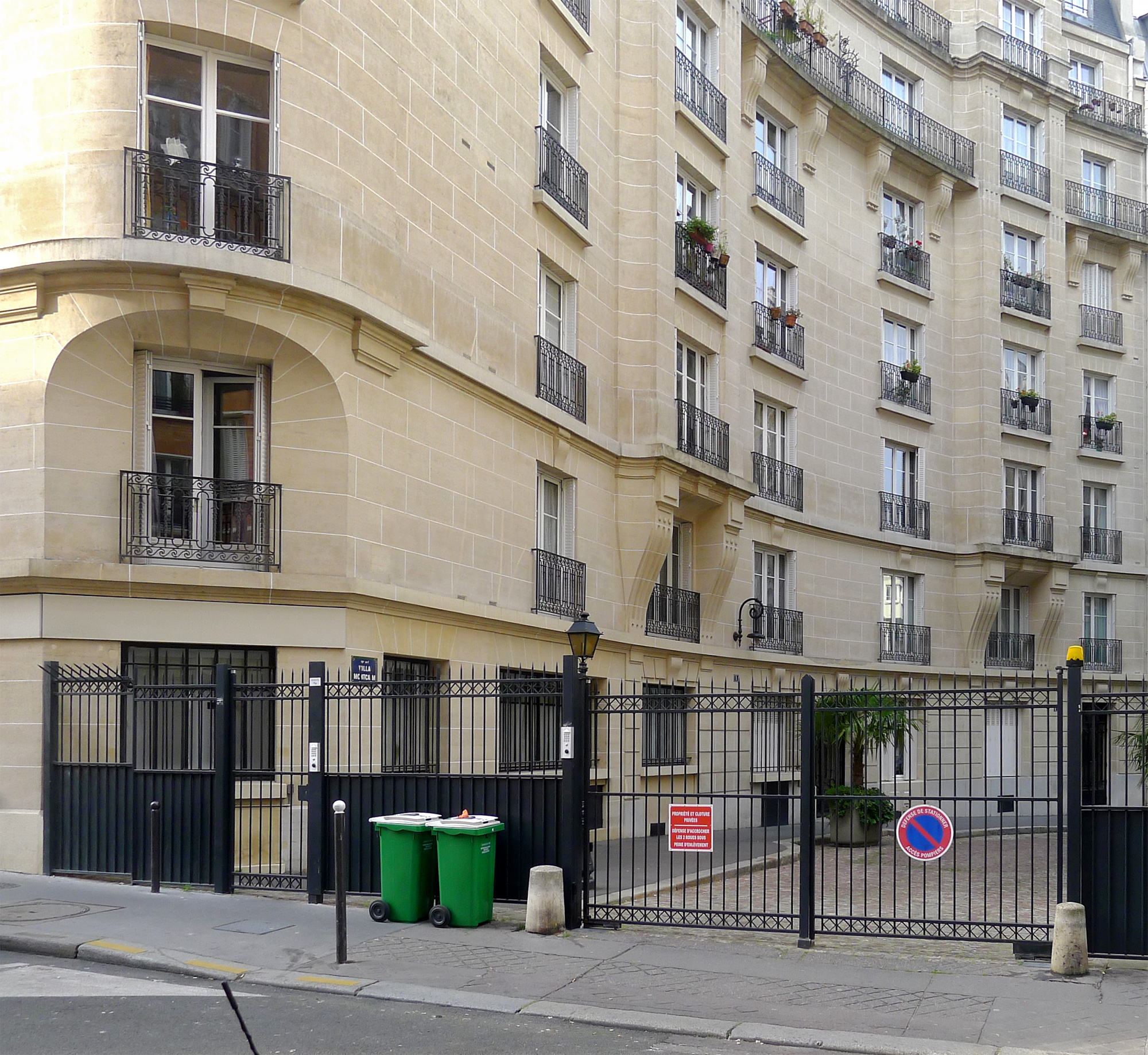
L'entrée de la villa rue Montcalm.

- nos 27-29 et 32-34 : rue des Cloÿs ;
- nos 31-33 et 34-36 : rue Ordener ;
- nos 38-42 : rue Calmels ;
- nos 37-39 : rue du Pôle-Nord.

La rue Montcalm est desservie par la ligne 12 à la station Jules Joffrin.

## Origine du nom
Elle porte le nom du lieutenant-général des armées en Nouvelle-France, Louis-Joseph de Montcalm (1712-1759).

## Historique
Cette voie de l'ancienne commune de Montmartre est ouverte le 8 juin 1858 puis est rattachée à la voirie de Paris en 1863, avant de prendre son nom actuel le 2 mars 1867,.

## Bâtiments remarquables et lieux de mémoire
La rue Montcalm comporte les édifices remarquables suivants :
- no 2 : square Raymond-Souplex ;
- nos 31 et 159, rue Ordener : immeuble d'angle, dont le rez-de-chaussée comporte la devanture d'une boulangerie, installée vers 1900, comportant des panneaux peints sous verre représentant des scènes liées au blé[3] ;
- no 47 : groupe scolaire privé catholique Saint-Louis Montcalm (école et collège). Après avoir été un pensionnat pour orphelines à partir de 1937, une école de jeunes filles est créée, jumelée avec l'école de garçons Sainte-Geneviève des Grandes-Carrières. Plus tard, l'école de filles est transférée 32 rue Hermel et l'école de garçons s'installe rue Montcalm dans le bâtiment historique (A). En 1972, garçons et filles sont regroupés sur le site de la rue Montcalm, un bâtiment supplémentaire (B) venant d'être construit. Un troisième bâtiment (C) est érigé en 2006. Le bâtiment B est reconstruit en 2013-2014[4].